# Cervadora

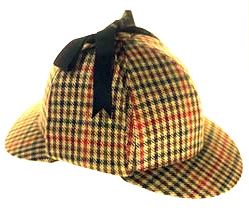
Una cervadora.

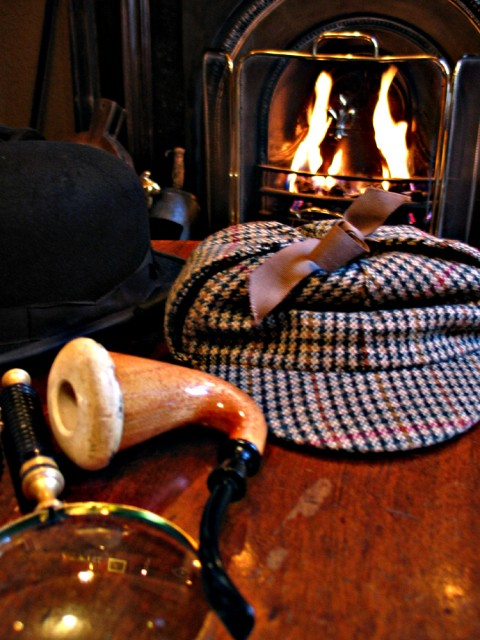
Una cervadora plegada, junto con la parafernalia asociada a Sherlock Holmes.

Deerstalker o cervadora es una gorra que se utiliza en las zonas rurales de Europa septentrional, frecuentemente para la caza, en especial en la del ciervo (de ahí su nombre). Gracias a la obra de Arthur Conan Doyle, en concreto con Sherlock Holmes, se ha convertido en una prenda de cabeza estereotípica de detective, en especial en dibujos de cómic, dibujos animados y cine.